# Chilomys instans
Chilomys instans is een knaagdier uit de geslachtengroep Thomasomyini van de onderfamilie Sigmodontinae dat voorkomt in de noordelijke Andes, van Midden-Ecuador tot West-Venezuela. In Ecuador is het dier op 1220 tot 3399 m hoogte gevonden. Het is de enige soort van het geslacht Chilomys, hoewel de vorm fumeus Osgood, 1912 uit de Páramo de Tamá van Colombia mogelijk een aparte soort is.
Chilomys is lange tijd in de Oryzomyini geplaatst, maar later als nauwer verwant beschouwd aan de Thomasomyini. Die verwantschap werd bevestigd door onderzoek naar het mitochondriaal DNA van Chilomys, dat een verwantschap met Thomasomys ondersteunde. Een morfologisch onderzoek gaf een verwantschap aan met Abrawayaomys, een geslacht dat genetisch onbekend is, en verschillende soorten van Thomasomys.